# Цицешть
Цицешть, Цицешті (рум. Țițești) — село у повіті Арджеш в Румунії. Входить до складу комуни Цицешть.
Село розташоване на відстані 108 км на північний захід від Бухареста, 19 км на північний схід від Пітешть, 120 км на північний схід від Крайови, 86 км на південний захід від Брашова.

## Населення
За даними перепису населення 2002 року у селі проживали 1344 особи, усі — румуни. Усі жителі села рідною мовою назвали румунську.